# Concòrdia de Valladolid
La concòrdia de Valladolid és el nom que rep la treva signada a Valladolid, el 7 de desembre de 1453, entre Joan de Navarra (futur Joan II d'Aragó) i el seu fill, Carles de Viana per la qual Carles fou posat en llibertat. A la treva s'establia per un temps de pau 6 mesos (fins a abril de 1454).
Aquesta posa fi al conflicte que enfrontà dues branques del llinatge dels Trastàmares, l'una regnant a Castella i l'altra a la Corona d'Aragó.
La defensa dels interessos polítics i econòmics dels seus germans, els infants d'Aragó, a Castella obligaren el reiAlfons IV el Magnànim (1396-1458) a entrar en conflicte amb la monarquia veïna. La guerra s'inicià el 1429 amb la invasió de les terres castellanes per part d'Alfons i els seus germans, l'infant Enric i l'infant Joan, rei de Navarra.
La concòrdia de Valladolid és signada entre el rei de Castella i el Príncep de Viana, d'una part, i els reis d'Aragó i Navarra, de l'altra, es dona un fort paper a la reina Maria de Castella, muller d'Alfons IV el Magnànim, qui va exercir un significatiu paper d'intermediària en els diferents conflictes que esclataren a la corona catalana, i en especial, durant el temps en què exercí de lloctinent del regne, primer entre 1420 i 1423, i després de manera continuada des del 1432, amb la definitiva partença del rei a terres italianes.

## Carta de la reina
A l'arxiu històric de Barcelona es conserva la carta que trameté la reina Maria donant notícia de la concòrdia:
| « | La Reyna / Prohòmens, Notificam-vos com entre nós e lo rey de Castella, nostre molt car e molt amat frare, és / estat atorgat e concordat sobresehiment de la guerra d'ací per tot lo mes d'abril primer vinent/. Lo qual sobresehiment lo dit nostre frare manarà publicar e cridar per los lochs de sa / senyoria, e nós axí mateix ho manarem fer per tota la senyoria del senyor Rey e nostra. / De la qual cosa havem sentiment que tots los de Castella han haut plaer e axí mateix / creem que·l ne haureu vosaltres. E dins pochs dies, entenem Déu volent, partir d'ací per / tornar en Aragó e fer la via de Monçó per celebrar la Cort allí convocada. Dada en / la ciutat de Sòria, a XV dies de novembre de l'any M CCCC XXXV (Signatura autògrafa de la reina). | » |

| « | Consellers, Us notifiquem que, entre nosaltres i el rei de Castella, molt estimat germà nostre, hem pactat una aturada en la guerra des del dia d'avui fins a tot el mes d'abril vinent. Aquesta treva serà anunciada pel meu germà per tots els llocs de la seva senyoria; i nosaltres també ho farem, pel que fa a la nostra senyoria i la del senyor rei. Creiem de tot cor que els de Castella estaran contents, i pensem que també us en sentireu vosaltres. Si Déu vol, d'aquí pocs dies, tornarem a l'Aragó, passant per la ciutat de Montçó, on convocarem les Corts. Feta a la ciutat de Sòria, a XV dies de novembre de l'any M CCC XXXV (Signatura autògrafa de la reina). | » |